# Kazys Petkevičius
Kazimieras Petkevičius (Steigviliai, 1 de janeiro de 1926 - Kaunas. 14 de outubro de 2008) foi um basquetebolista lituano que fez parte da Seleção Soviética na conquista das Medalhas de Prata nos XV Jogos Olímpicos de Verão de 1952 em Helsínquia e nos XVI Jogos Olímpicos de Verão de 1956 em Melbourne. Participou também de três Eurobasket em 1947, 1953 e 1955 conquistando duas medalhas de ouro e uma de bronze.